# Sabiha Kasimati

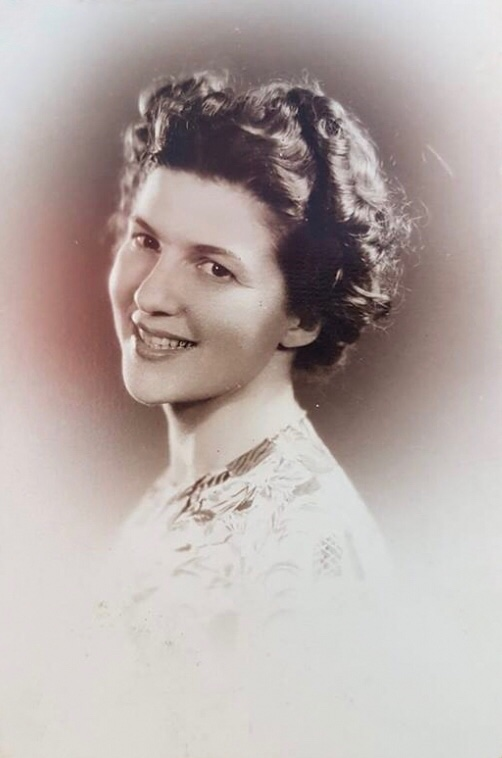
Porträt Kasimatis von 1942

Sabiha Kasimati (geboren 15. September 1912 in Edirne, Osmanisches Reich; gestorben 26. Februar 1951 in Mënik, Komuna Ndroq (heute Bashkia Tirana)) war eine albanische Ichthyologin und Opfer des kommunistischen Regimes. Ihr Werk über die Fische Albaniens wurde unter den Namen des Russen Georgij D. Poljakov und albanischer Forscher veröffentlicht.

## Leben
Sabiha Kasimati wurde in Edirne geboren, wo ihr aus Libohova stammender Vater Abdurrahman Kasimati als Arzt praktizierte. Ihre Mutter hieß Zehra Mbreshtani. Nach dem Bevölkerungsaustausch zwischen Griechenland und der Türkei nach dem Ersten Weltkrieg kehrte die Familie nach Albanien zurück. Im Jahr 1927 zogen sie nach Korça, wo Sabiha und ihre Schwestern die höheren Schulen besuchten. Der damals 19-jährige Enver Hoxha war ihr Klassenkamerad. Kasimati war 1931 die erste Absolventin des französischen Lyzeums – dort am „National-Lyzeum“ wurden alle Fächer außer Albanisch in französischer Sprache unterrichtet.
Nach ihrem Abschluss unterrichtete Kasimati Französisch und zeitweise Biologie an Mädchenschulen, der amerikanischen Schule in Kavaja, in den unteren Klassen am französischen Lyzeum und zuletzt am Institut „Nana Mbretëreshë“ (Königinmutter) in Tirana.
Kasimati erhielt 1936 ein Stipendium des Landes, um im Ausland zu studieren. Sie besuchte die Universität Turin, wo sie 1940 das Fach Biologie mit Bestnoten abschloss. Mit einer Arbeit über die Süßwasserfische Albaniens (Fauna ittica di acqua dolce d'Albania, deutsch: Die Fauna der Süßwasserfische in Albanien) wurde Kasimati promoviert. Ein Stellenangebot der Universität lehnte sie ab und kehrte nach Albanien zurück.
Dort begann Kasimati im November 1940 am Institut für Frauenpädagogik „Donika Kastrioti“ und später am Institut „Nana e Skënderbeut“ zu arbeiten. Sie unterrichtete Naturwissenschaften und Chemie. Entgegen den damaligen Konventionen lebte sie allein in einer Wohnung in Tirana.
Daneben regte sie an, ein albanisches Naturkundemuseum mit Sammlungen aus Tier- und Pflanzenwelt sowie der Mineralogie einzurichten. Für die wissenschaftliche Bibliothek machte sie konkrete Vorschläge. Am 18. Februar 1943 beschloss das Instituti i Studimeve Shqiptare (Institut für Albanische Studien), ein Vorläufer der Albanischen Akademie der Wissenschaften, die Einrichtung eines Museums. Kasimati erhielt vier Tage später einen Anstellungsvertrag. Das Museum konnte 1948 eröffnet werden.
Mit Übernahme der Macht durch die Kommunisten unter Führung von Enver Hoxha wurde ab 1944 auch der albanische Wissenschaftsbetrieb neu organisiert. An einigen der Gespräche nahm Kasimati teil. Das Institut für albanische Studien wurde im Juni 1948 in „Instituti i Shkencave“ (Institut der Wissenschaften) umbenannt. Aus den Mitarbeiterlisten wurde Kasimatis Name in den 1950er Jahren getilgt.
Sabiha Kasimati brachte immer wieder ihre Unzufriedenheit mit den Verhältnissen in Albanien zum Ausdruck, stellte auch einmal Enver Hoxha zur Rede. Wie viele andere Intellektuelle war sie wohl schon länger unter Beobachtung der Staatssicherheit.

## Werk
Kasimati war Albaniens erste Ichthyologin. Sie erforschte und dokumentierte nach ihrem Studium in Italien die Fische des Landes. In ihrer Dissertation Fauna ittica di acqua dolce d'Albania (Turin 1940) und weiteren Veröffentlichungen in Zeitschriften befasste sie sich auch mit Vorschlägen zur Verbesserung von Fischzucht und -fang. Auf Basis ihrer Dissertation erforschte sie in Reisen durch das Land den Fischbestand Albaniens und erarbeitete ein Buch, das die 257 einheimischen Fischarten darstellte. Dieses Buch gab sie kurz vor ihrer Verhaftung in den Druck. Nach ihrer Hinrichtung wurde der Druck abgebrochen. Das Buch soll einige Jahre später unter dem Namen eines russischen Wissenschaftlers veröffentlicht worden sein.

## Hinrichtung
Nach dem Wurf eines Molotowcocktails auf die Botschaft der Sowjetunion in Tirana am 19. Februar 1951 wurde am folgenden Tag eine Gruppe von 22 Intellektuellen, die im Ausland studiert hatten, als „Feinde des Volkes“ festgenommen. Kasimati war die einzige Frau unter ihnen. Am 25. Februar 1951 wurden alle per Dekret zum Tode durch Erschießen verurteilt. Dies wurde am 5. März vom Militärgericht bestätigt. Das Urteil war jedoch bereits in der Nacht vom 26. auf den 27. Februar 1951 in der Nähe des Dorfes Mënik vollstreckt worden. Kasimati wurde möglicherweise mit Gewehrkolben erschlagen, da die Kugeln sie verfehlt hatten. Die Leichen wurden auf dem Feld verscharrt. Acht Tage später wurden die beiden wirklichen Attentäter gefasst. Die sterblichen Überreste der Hingerichteten wurden 1994 exhumiert und in einem Gemeinschaftsgrab beigesetzt.
Viele Akten aus dieser Zeit wurden vernichtet, aber Kasimati stand unter Beobachtung. Enver Hoxha, ihr Klassenkamerad in Korça, erwähnt die „einzige Frau am Lyzeum“ mehrfach in seinen Memoiren. Er ließ viele seiner Klassenkameraden, denen er sich unterlegen fühlte, hinrichten.

## Ehrungen
Am 60. Jahrestag ihres Todes ehrte der damalige Präsident der Republik Albanien, Bamir Topi, Sabiha Kasimati mit der Ehrenauszeichnung der Nation Nderi i Kombit. Die Hingerichteten waren 1991 rehabilitiert worden.
Das Naturkundemuseum (Muzeu i Shkencave të Natyrës „Sabiha Kasimati“) trägt seit dem 8. März 2018 ihren Namen.

## Schriften (Auswahl)
- Peshqit e Shqipërisë. Tirana 1950. – Nicht mehr nachweisbar.
- Peshqit e Shqipërisë. Universiteti shte͏̈te͏̈ror i Tiranë 1958. 286 Seiten. – Veröffentlicht durch Georgij D. Poljakov, Nd. Filipi, Kozma Basho, A. Hysenaj.
- Fauna ittica di acqua dolce d'Albania. Dissertation, Turin 1940.
- Probleme të peshkut dhe të peshkimit në vendin tonë. In: Buletini i Institutit të Studimeve, Viti II, Prill 1948, Nr. 2–3. S. 18–32.